# 莫里斯公園車站
莫里斯公園車站（英語：Morris Park station）是紐約地鐵IRT代里大道線一個地鐵站，位於布朗克斯保羅丁大道和河濱長廊，設有2號線（僅週末停站）及5號線（僅平日停站）列車服務。

## 歷史
車站首先於紐約、威斯徹斯特及波士頓鐵路1912年投入服務。
兩條外側軌道為布朗克斯內慢車停靠站，而兩條外側軌道則為快車站，前往白原市。當時列車以架空電纜以11,000 V、25 Hz交流電供電。
幾年後，布朗克斯部分成為了紐約市公共運輸系統的一部分。原初地鐵服務是接駁線前往東180街的舊紐約、威斯徹斯特及波士頓月台。1950年末完工的與白原路線的天橋令代里大道線列車可以經東180街地鐵站繼續前往曼哈頓。此段期間，莫里斯公園車站月台南延以容納10節地鐵列車。

## 車站結構
| 4F        | 地面               | 地面（車站以北）                                                                          |
| 3F 月台層 | 側式月台，右側開門 | 側式月台，右側開門                                                                        |
| 3F 月台層 | 北行               | 往伊斯徹斯特-代里大道（佩勒姆公園道）                                                     |
| 3F 月台層 | 北行快速           | 無服務                                                                                    |
| 3F 月台層 | 南行快速           | 無服務                                                                                    |
| 3F 月台層 | 南行               | 往夫拉特布殊大道-布魯克林學院（平日）/滾球綠地（平日深夜）/東180街（週末深夜）（東180街） |
| 3F 月台層 | 側式月台，右側開門 |                                                                                           |
| 2F        | 夾層               | 往出入口、車站詢問處、MetroCard自動售票機                                                 |
| 1F        | 地面層             | 出入口、地面層（車站以南）                                                                |

此站設有兩個側式月台和四條軌道（兩條中央軌道曾經有紐約、威斯徹斯特及波士頓鐵路列車使用），部分位於地下，部分位於土堤上。地下部份位於布朗克斯及佩勒姆公園道下方的四軌4000英呎隧道南端。隧道設有一個稱為「佩勒姆公園道」的車站，位於此站約半英哩遠。

## 外部連結
- nycsubway.org—IRT White Plains Road Line: Morris Park
- Station Reporter — 5 Train
- The Subway Nut — Morris Park Pictures （页面存档备份，存于）
- Stairway on Paulding Avenue leading to the entrance from Google Maps Street View
- Station house from Google Maps Street View
- Platforms from Google Maps Street View